# الخرابة (النادرة)

تعديل مصدري - تعديل

الخرابة هي إحدى قرى عزلة المفتاح الأعلى بمديرية النادرة التابعة لمحافظة إب، بلغ تعداد سكانها 106 نسمة حسب تعداد اليمن لعام 2004.